# 76 f.Kr.

## Händelser

### Efter plats

#### Romerska republiken
- Salome Alexandra blir drottning av Judeen efter Alexander Jannaeus död.

## Födda
- Gaius Asinius Pollio, romersk orator, poet och historiker (födda detta eller nästa år)

## Avlidna
- Alexander Jannaeus, kung av Judeen